# Cassidula zonata
Cassidula zonata är en snäckart som beskrevs av H. och Arthur Adams 1855. Cassidula zonata ingår i släktet Cassidula och familjen dvärgsnäckor. Inga underarter finns listade i Catalogue of Life.